# Adoretus jipensis
Adoretus jipensis är en skalbaggsart som beskrevs av Gerstaecker 1866. Adoretus jipensis ingår i släktet Adoretus och familjen Rutelidae. Inga underarter finns listade i Catalogue of Life.